# Johann Conrad Dürr
Pour les articles homonymes, voir Dürr.
Johann Conrad Dürr (né le 26 novembre 1625 à Nuremberg, mort le 4 juillet 1677 à Altdorf bei Nürnberg) est un théologien luthérien allemand.

## Biographie
Dürr est le fils d'un pasteur. Il prend ses premiers cours à l'école Saint-Sébald de Nuremberg sous la direction de Johannes Vogel. Il a ensuite assisté à l'Egidiengymnasium dans la même ville et en 1643 à l'université d'Altdorf. Il étudie la philosophie et la théologie ainsi que la philologie, notamment avec Theodoricus Hackspan et Johann Michael Dilherr. Il aurait été un étudiant assidu et aurait obtenu un baccalauréat universitaire après une année en 1644. En 1648, il a son doctorat. Dürr quitte l'université pour poursuivre ses études. Tout d'abord, il se rend à l'université d'Iéna et continue à suivre des conférences de philosophie et de théologie. Il y reste une année et termina plusieurs disputatii. Il s'inscrit aussi à l'université d'Helmstedt. Cependant il décline l'offre d'accepter un poste de professeur de métaphysique et de logique à la fin de son séjour.
Dürr se rend d'abord à Leipzig comme maître de conférences. En 1651, il reçoit un appel en tant qu'inspecteur de l'alumnat d'Altdorf. En 1654, il est nommé professeur de morale philosophique par Jacob Bruno à l'université d'Altdorf et l'année suivante, il est également professeur de poésie. En 1657, il passe à la faculté de théologie tout en conservant les postes de professeur de philosophie. Il reçoit aussi une chaire de théologie et de philosophie morale. En tant que philosophe moral, il est considéré comme une autorité dans la région franconienne. À l'université d'Altdorf, il a été douze fois doyen et trois fois recteur.
En 1704, la Congrégation pour la doctrine de la foi, congrégation catholique romaine, classe Tractatus theologici tres dans l’Index librorum prohibitorum.